# Kathedrale von Montauban

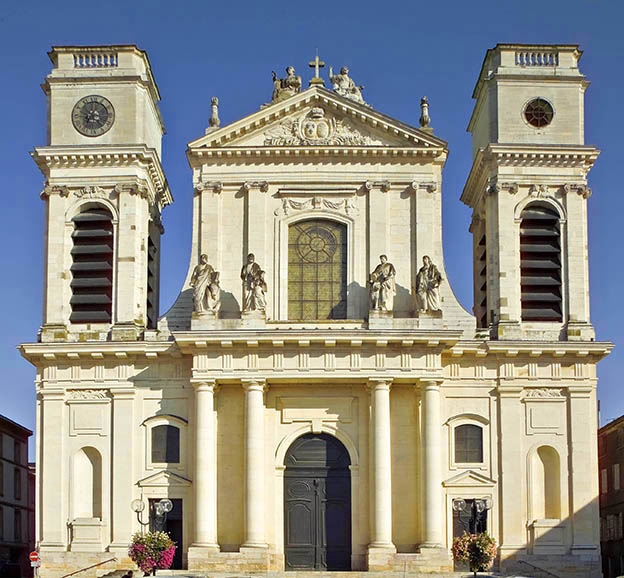
Kathedrale von Montauban

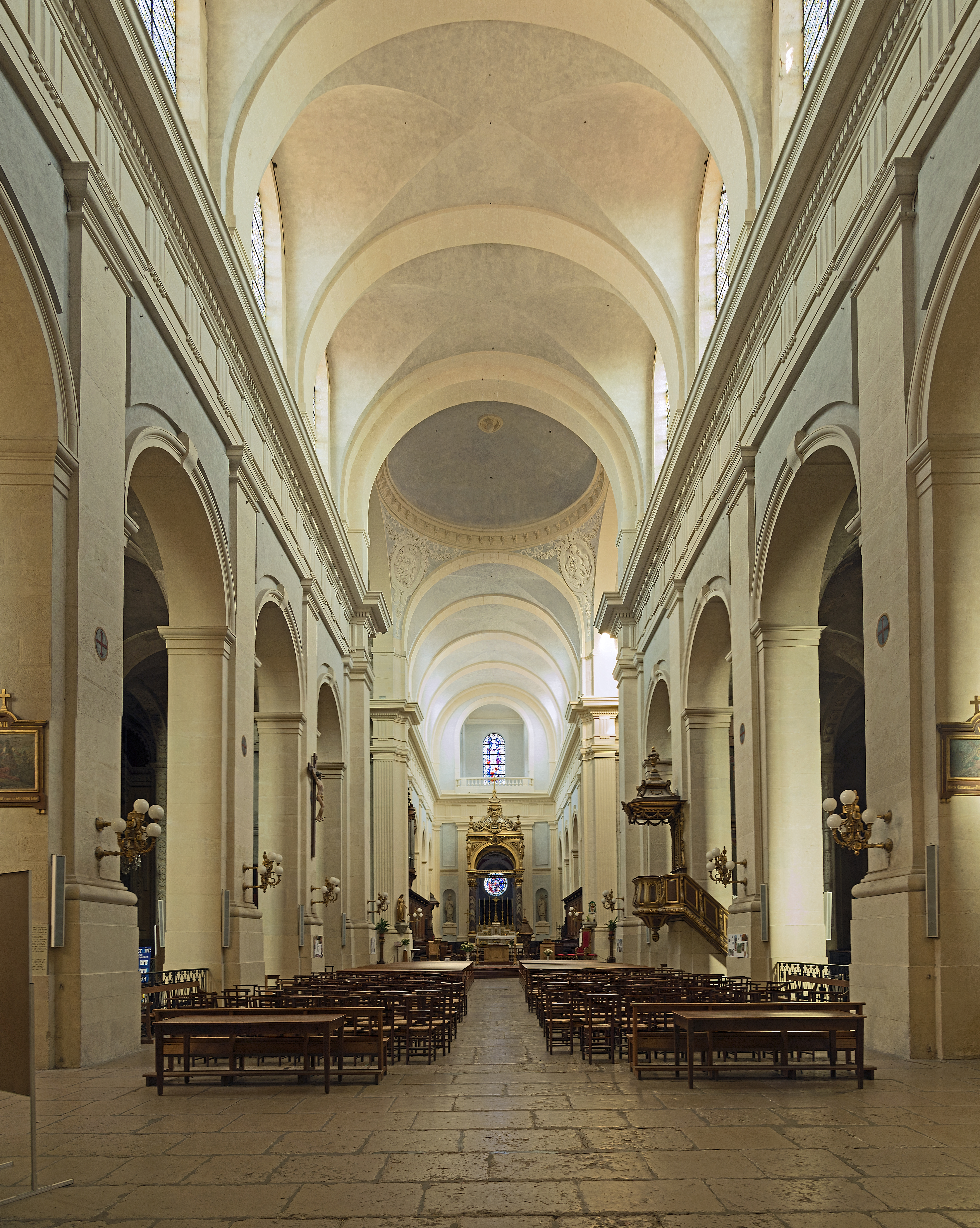
Kirchenschiff

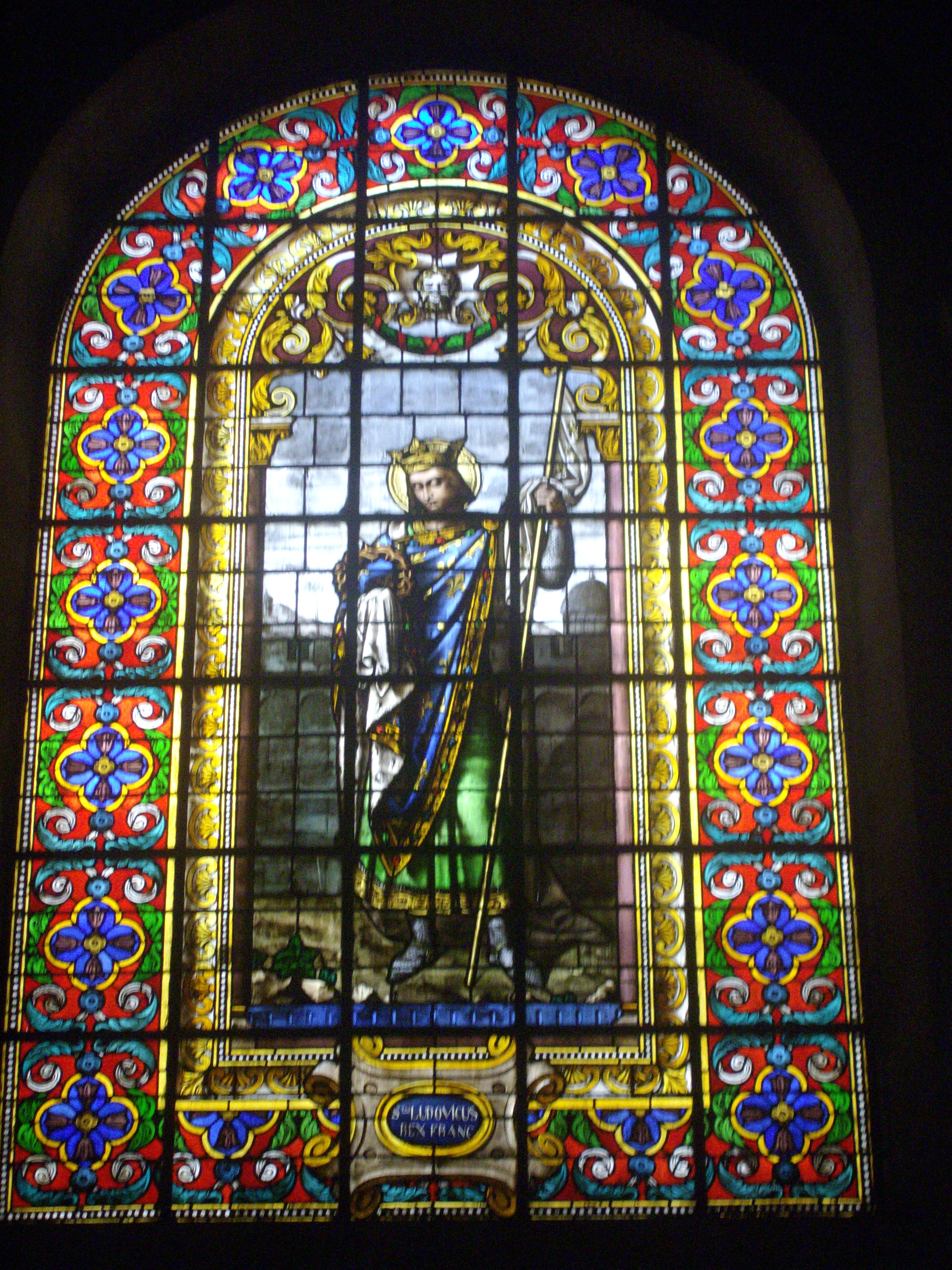
Glasfenster (vitrail) mit Ludwig dem Heiligen (19. Jh.)

Die der Himmelfahrt Mariens (Notre Dame de l’Assomption) geweihte Kathedrale von Montauban ist die römisch-katholische Kathedralkirche des Bistums Montauban im Süden Frankreichs. Das Bauwerk ist seit dem Jahr 1906 als Monument historique anerkannt.

## Lage
Die nach Südosten ausgerichtete Kathedrale steht auf dem höchsten Punkt (102 m) der Altstadt von Montauban; sie befindet sich ca. 500 m östlich des Flusses Tarn.

## Geschichte
Die Diözese Montauban wurde im Jahr 1317 durch den in Avignon residierenden Papst Johannes XXII. geschaffen. Nachdem die Stadt, die während der Hugenottenkriege weitgehend protestantisch gewesen war, im Jahr 1629 wieder katholisch geworden war, gab König Ludwig XIV. 1692 den Auftrag zum Bau der neuen Kathedrale. Bereits 15 Jahre nach der Grundsteinlegung brachen jedoch sechs Pfeiler des Langhauses in sich zusammen. So konnte die Weihe des Gotteshauses erst am 1. November 1739 stattfinden. Der ursprüngliche Architekt war François d’Orbay († 1697); ihm folgten Jules Hardouin-Mansart († 1708) und Robert de Cotte († 1735).

## Architektur
Die zwar aus Ziegelsteinen gemauerte, aber nach außen wie nach innen komplett natursteinsichtige Kathedrale ist untypisch für eine Gegend, in der seit Jahrhunderten – auch in der Außenansicht – Ziegelsteine dominierten.
Markantester Bauteil ist die klassizistisch geprägte Zweiturmfassade, die ein mittleres Giebelfeld einschließt, vor dem lebensgroße Statuen der vier Evangelisten stehen. Die von vier Säulen gerahmte Portalzone tritt leicht aus der Bauflucht hervor und bildet so eine Art Portikus. Das Innere der Kirche ist nur einschiffig mit Seitenkapellen, einem Querhaus und einer unbelichteten Vierungskuppel. Langhaus und Chor sind – vielleicht als bewusster Rückgriff auf die Architektur der Vorreformationszeit – kreuzgratgewölbt.

## Ausstattung
In den Seitenkapellen befinden sich zahlreiche Gemälde und Skulpturen; das bedeutendste Gemälde ist das des Schwurs Ludwigs XIII. des in Montauban geborenen Malers Jean Auguste Dominique Ingres (1780–1867), in welchem der König Maria (eine teilweise Kopie der Sixtinischen Madonna von Raffael) um einen Thronerben bat. Eine Liste der denkmalgeschützten Ausstattungsgegenstände findet sich in Anm. 1.

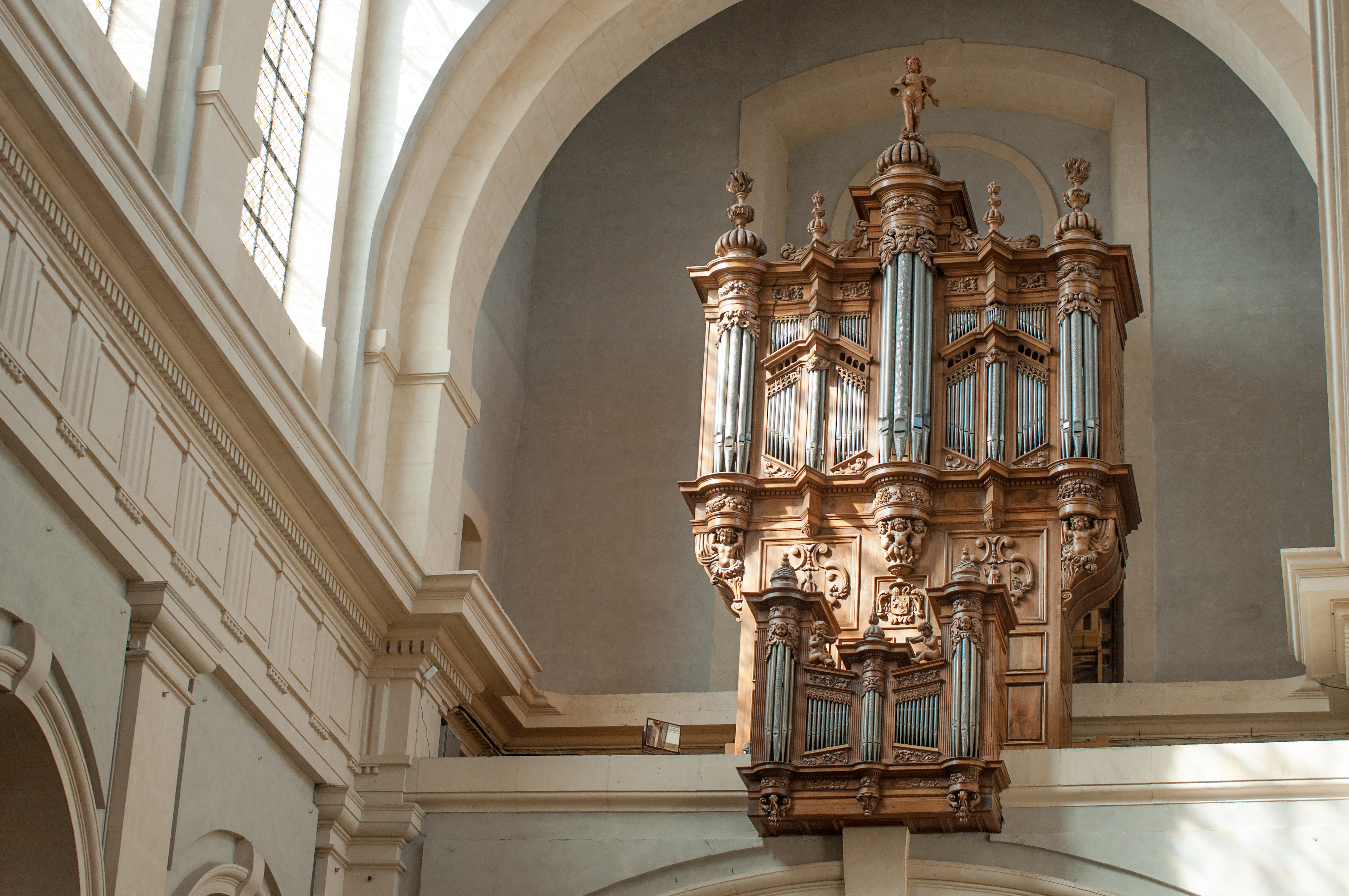
Blick auf die Hauptorgel

Die Orgel wurde 1672 erbaut, und im Laufe der Zeit modifiziert. Das Instrument hat 37 Register (55 Pfeifenreihen) auf vier Manualwerken und Pedal. Die Spiel- und Registertrakturen sind mechanisch.
| I Positif de Dos C,D–f3 |        |
| Montre                  | 8'     |
| Bourdon                 | 8'     |
| Prestant                | 4'     |
| Flûte allemande         | 4'     |
| Nasard                  | 2 ⁄3'  |
| Doublette               | 2'     |
| Tierce                  | 1 3⁄5' |
| Larigot                 | 1 ⁄3'  |
| Fourniture IV           |        |
| Cymbale III             |        |
| Cromorne                | 8'     |
| Tremblant               |        |

| II Grand Orgue C,D–f3 |         |
| Bourdon               | 16'     |
| Montre                | 08'     |
| Bourdon               | 08'     |
| Prestant              | 04'     |
| Flûte à cheminée      | 02'     |
| Nasard                | 02 ⁄3'  |
| Doublette             | 02'     |
| Quarte                | 02'     |
| Tierce                | 01 3⁄5' |
| Flageolet             | 01'     |
| Grosse Fourniture IV  |         |
| Fourniture IV         |         |
| Cymbale V             |         |
| Trompette             | 08'     |
| Voix humaine          | 08'     |
| Clairon               | 04'     |
| Tremblant             |         |

| III Récit g0–f3 |    |
| Cornet V 0      |    |
| Trompette       | 8' |
| Hautbois        | 8' |

| IV Écho g0–f3 |
| Cornet V 0    |

| Pédale C,D–d1 |     |
| Flûte         | 16' |
| Flûte         | 08' |
| Flûte         | 04' |
| Bombarde      | 16' |
| Trompette     | 08' |
| Clairon       | 04' |

Die Chororgel wurde 1875 von Vincent Cavaillé-Coll erbaut. Das Instrument hat 20 Register auf zwei Manualwerken und Pedal. Die Spiel- und Registertrakturen sind mechanisch.